# Cristóbal de la Sierra
Cristóbal de la Sierra település Spanyolországban, Salamanca tartományban. Cristóbal de la Sierra Colmenar de Montemayor, Pinedas, Molinillo, Santibáñez de la Sierra, San Esteban de la Sierra, Valdefuentes de Sangusín és Horcajo de Montemayor községekkel határos. Lakosainak száma 162 fő (2024).

## Népesség
A település népessége az elmúlt években az alábbi módon változott:
| Lakosok száma | 267  | 221  | 193  | 200  | 178  | 170  | 168  | 157  | 169  | 162  |
|               | 2001 | 2004 | 2007 | 2009 | 2012 | 2014 | 2017 | 2019 | 2022 | 2024 |